# Josée Nahi
Josée Nahi, née le 29 mai 1989, est une footballeuse internationale ivoirienne.

## Biographie
Elle participe avec l'équipe de Côte d'Ivoire à la Coupe du monde 2015 organisée au Canada. Lors du mondial, elle a joué trois matchs : contre l'Allemagne, la Thaïlande, et la Norvège. Elle inscrit un but contre la Thaïlande.
Elle participe également à la Coupe d'Afrique des nations en 2012 et en 2014.

## Palmarès
- Troisième de la Coupe d'Afrique des nations en 2014 avec l'équipe de Côte d'Ivoire